# فارا نوفاريس
فارا نوفاريس هي بلدية تقع في مقاطعة نفارة في منطقة بيمنتة الإيطالية ، وتقع على بعد حوالي 80 كيلومتر (50 ميل) شمال شرق تورينو وحوالي 15 كيلومتر (9 ميل) شمال غرب نفارة .
تقع بلدية فارا نوفاريس على حدود المقاطعات التالية: بارينغو، بريونا، كاربيجنانو سيسيا، Cavaglio d'Agogna، سيزانو.

## روابط خارجية
- الموقع الرسمي